# Carsten Welinder
Per Emil Carsten Welinder, född 28 april 1908 i Överluleå församling, Norrbottens län, död 22 augusti 1982 i Lunds Allhelgonaförsamling, var en svensk jurist. 
Welinder blev juris kandidat 1931, juris licentiat 1935, juris doktor samma år, docent 1936, var professor i finansrätt och finansvetenskap vid Lunds universitet 1948–1974 samt lärare i nationalekonomi och skatterätt vid Sydsvenska socialinstitutet, sedermera socialhögskolan, i Lund 1947–1967. Han var sakkunnig i finansdepartementet 1935–1936, expert i utredningen angående indirekt beskattning 1954–1956 och angående värdestegringsskatt 1955–1957 samt ledamot av besparingsutredningen 1958–1959. Han invaldes som ledamot av Humanistiska vetenskapssamfundet i Lund 1953 och blev filosofie hedersdoktor 1975. Welinder är begravd på Norra kyrkogården i Lund. Han var far till Stig Welinder.